# Przedsiębiorstwo Win Importowanych Torwin w Toruniu
Przedsiębiorstwo Win Importowanych Torwin w Toruniu – zakład istniejący w latach 1956–2006, zajmujący się produkcją i dystrybucją win, wódek i brandy. W 2000 roku właścicielem zakładu zostały Zakłady Przemysłu Spożywczego Ostrowin. Siedziba przedsiębiorstwa mieściła się przy ul. Polnej 1 w Toruniu. W czerwcu 2006 roku podjęciu decyzję o zamknięciu zakładu i zaprzestania importu win. Przyczyną zamknięcia zakładu był wzrost konkurencji zagranicznej po wejściu Polski do Unii Europejskiej oraz wprowadzenie niekorzystnych dla przedsiębiorstwa przepisów dotyczących oznakowania alkoholi dwoma rodzajami banderol.